# 爪瓣虎耳草
爪瓣虎耳草（学名：Saxifraga unguiculata）为虎耳草科虎耳草属下的一个种。

## 扩展阅读
- 維基物種上的相關：爪瓣虎耳草